# Qaemshahr (shahrestan)
Qaemshahr (persiska: قائم‌شهر), även Qaem Shahr, eller Shahrestan-e Qaemshahr (شهرستان قائم‌شهر), är en delprovins (shahrestan) i Iran.   Den ligger i provinsen Mazandaran, i den norra delen av landet, 160 km nordost om huvudstaden Teheran.
Delprovinsen hade 309 199 invånare 2016.